# إسحاق خالاتنيكوف
إسحاق ماركوفيتش خالاتنيكوف (بالروسية: Исаак Маркович Халатников) هو فيزيائي سوفيتي المولد، المعروف بدوره في تطوير تخمين بلنسكي-خالاتنيكوف-ليفشتز في النسبية العامة.

## الحياة والمهنة
ولد خالاتنيكوف في أسرة يهودية في دنيبرو وتخرج من جامعة دنيبرو الحكومية بدرجة في الفيزياء عام 1941 م. وكان عضوًا في الحزب الشيوعي السوفيتي منذ عام 1944 م. حصل على شهادة الدكتوراه عام 1952 م. كانت زوجته فالنتينا ابنة ثورية. بطل نيكولاي شوتشورز.
كان الكثير من أبحاث خلاتنيكوف تعاونًا مع - أو مستوحى من - ليف لانداو، بما في ذلك نظرية لانداو-خالاتنيكوف عن الميوعة الفائقة.
وفي عام 1970 م، - مستوحاة من نموذج وضعه تشارلز ميزنر، في جامعة برينستون - قدم خالاتنيكوف - جنبا إلى جنب مع فلاديمير بلنسكي ويفغيني ليفشتز - ما أصبح يعرف باسم مفردة بلنسكي-خالاتنيكوف-ليفشتز، والذي يعتبر على نطاق واسع المشاكل المفتوحة الأكثر تميزًا في النظرية الكلاسيكية للجاذبية.
توجه خلاتنيكوف إلى معهد لانداو للفيزياء النظرية في موسكو من 1965 م إلى 1992 م. و قد تم انتخابه في الأكاديمية الروسية للعلوم في عام 1984 م. وقد حصل على جائزة لانداو وجائزة همبولت، وهو عضو أجنبي في الجمعية الملكية بلندن.
تم الوصف عنه في فيلم نظرية كل شيء من قبل الممثل جورج نيكولوف.

## الجوائز والأوسمة
- وسام الاستحقاق من أجل الوطن، الطبقة الثالثة.
- وسام انقلاب أكتوبر.
- وسام الحرب الوطنية، الطبقة الثانية.
- وسام الراية الحمراء من حزب العمال، ثلاث مرات.
- وسام ترتيب الصداقة بين الشعوب.
- وسام شارة الشرف.
- جائزة الدولة السوفيتية (1953 م)
- جائزة مارسيل جروسمان (2012) «لاكتشاف حل عام لمعادلات أينشتاين مع التفرد الكوني لشخصية فوضوية متذبذبة تعرف باسم مفردة بلنسكي-خالاتنيكوف-ليفشتز».